# Oresbius punctifer
Oresbius punctifer är en stekelart som först beskrevs av Thomson 1883.  Oresbius punctifer ingår i släktet Oresbius och familjen brokparasitsteklar. Arten är reproducerande i Sverige. Inga underarter finns listade i Catalogue of Life.